# Kócsújfalu
Tiszafüred-Kócsújfalu Tiszafüredhez tartozó falusi jellegű külső városrész.

## Fekvése
A Nagykunság északi részén, a hortobágyi pusztán található, Tiszafüredtől légvonalban 15 km-re keletre, közúton 17 km-re. A 33-as főút mellett fekszik.
Vasútállomása – közúton mintegy 16–17 km-re – Ohat-Pusztakócs névvel található a Debrecen–Füzesabony-vasútvonalon (innen van egy használaton kívüli elágazás Nyíregyháza felé (Ohat-Pusztakócs–Nyíregyháza-vasútvonal)).

## Története
Az egykori Kócsi-sziget, majd Kócsh, Kolcsmező, Kócsi-puszta, Kots, Kótsi puszta, Kócspuszta, Pusztakócs sohasem volt önálló település. Tiszafüredi földbirtokosok végeztettek itt mezőgazdasági termelést, ám a földesurak közül kevés élt magán a birtokon.
Az 1950-es években alakult ki a Tiszafüred új peremkerülete. 1949-ben az MDP utasítására 15 ezer katasztrális hold földterülettel megalakították a Pusztakócsi Állami Gazdaságot. A dolgozók számára a 30 fős munkásszállás kicsinek bizonyult, ezért 1952–53-ban szolgálati lakások építésébe kezdtek. 1952-ben megalakult a kirendeltség. 1953 nyarán-őszén költöztek be az első lakók az újonnan elkészült családi házakba. A falukép azóta szinte semmit nem változott, ezért a falukép a falusi „szocreál” gyönyörű példája.
Neve ekkortájt Pusztakócs, Kócspuszta, Tiszafüred-Kócs alakban is megjelent.
A település azonban a kommunista rezsim megbocsáthatatlan bűneinek egyik szimbólumává vált: a Rákosi-diktatúra éveiben a Hortobágyra telepítették ki az „osztályidegen elemeket”, megteremtve ezzel a magyar Gulágot. A Górés-, Borsós-, Árkus-major környékbeli tanyák őrzik a kényszermunkatábor dicstelen emlékeit. Az ezzel kapcsolatos történeti kutatómunka színhelyéül a falut jelölték ki, lerakva egy emlékkápolna alapjait is.
A település 1955-ben 2000 lelket számlált. 5 iskolában 6 nevelővel oktatták a gyermekeket.
Az állami gazdaságban 500 dolgozó volt. A két tsz-ben 4-500 dolgozó állt munkában családtagjaikkal együtt.
1956-ban tífuszos megbetegedések voltak, mivel az ásott kutakba belefolyt az esővíz.
Az 1970-es évek végén megszűnt a Hortobágyi Állami Gazdaság Kócsi Kerülete. Az állattartás fokozatosan visszaszorult a tsz-ekbe, majd az egyéni gazdaságokba. Megkezdődött a népesség elvándorlása. Megszűnt az iskola és az óvoda is.
1978-ban a fertőzött ivóvíz miatt vérhasjárvány tört ki. A település vízellátása azóta is problémákat okoz.
1982-ben már csak 345 lakosa volt.
A rendszerváltás után megszűnt a kirendeltség és részönkormányzat alakult helyette.
Az Egyek-pusztakócsi-mocsarak védetté nyilvánítása és a madárrezervátum létesítése miatt fellendült az ökoturizmus.
Többször felmerült, hogy a falu önállósodjon, de ehhez nem kapott támogatást; sorsáról mindig Tiszafüreden döntöttek.
2014-ben kiderült, hogy egy helyi marhatelep feketevágásából származó, lépfenével fertőzött húsból készült ételeket adtak ki fogyasztásra Tiszafüred és környéke közétkeztetésében.

## Népesség
2013-ban 147 állandó lakója volt.

## Nevezetességek
- Kócsújfalui Szent István király kápolna: Címe: Tiszafüred-Kócsújfalu, Dobó u.
- Meggyes Csárdamúzeum
- Gólyavár túraközpont
- Egyek-pusztakócsi-mocsarak Természetvédelmi Terület

## Külső hivatkozások
- Gólyavár-porta
- Mikó Eszter: Vége a dőzsölésnek – Beszámoló a kitelepítettek 1952-es karácsonyáról